# Guillermo Corzo
Guillermo Corzo Gómez (La Habana, 1980) es un jugador de balonmano cubano que juega de lateral izquierdo en el Turnverein Birsfelden 1869 de la Swiss Handball League. Es internacional con la selección de balonmano de Cuba.
Con la selección ganó la medalla de bronce en el Campeonato Panamericano de Balonmano Masculino de 2008.
En la temporada 2015-16 fue el máximo goleador de la Liga Asobal con 199 goles. En esa temporada militó en el Club Balonmano Puerto Sagunto.

## Clubes
- Pallamano Conversano (?-2011)
- Ciudad Encantada (2011-2013)
- BM Valladolid (2013-2014)
- Steaua Bucarest (2014-2015)
- Club Balonmano Puerto Sagunto (2015-2016)[4]
- Al Rayyan (2016)
- Club Balonmano Benidorm (2016-2018)[5]
- Club Balonmano Puerto Sagunto (2018-2021)
- Turnverein Birsfelden 1869 (2021- )